# Sutton-in-Ashfield
Sutton-in-Ashfield è una cittadina di 41 951 abitanti della contea del Nottinghamshire, in Inghilterra.